# Club Hoquei Palafrugell
Maillots
Dernière mise à jour : 4 juin 2019.
Le Club Hoquei Palafrugell est un club de rink hockey fondé en 1959 et situé à Palafrugell dans le Baix Empordà en Catalogne. Il évolue depuis 2019 dans le championnat d'Espagne de rink hockey.